# Shmuel Wosner
Shmuel Wosner (ur. 4 września 1913 w Wiedniu, zm. 3 kwietnia 2015 w Bene Berak) – rabin i posek społeczności ultraortodoksyjnych żydów.
Studiował w Jeszywas Chachmej Lublin. Tuż przed II wojną światową ożenił się i przeniósł do Izraela, do Bene Berak, gdzie przyczynił się do powstania uczelni talmudycznej Yeshivah Chachmei Lublin, która miała upamiętnić zniszczoną przez nazistów uczelnię lubelską.
Rabin Wosner jest m.in. autorem prac z dziedziny halachy (żydowskiego prawa religijnego).
Jego syn, Chaim Wosner, jest rabinem społeczności Satmar w Londynie.